# Christian Paulmann
Christian Paulmann (* 2. Februar 1897 in Hannover; † 11. Juli 1970 in Bremen) war ein deutscher Politiker der SPD.

## Biografie
Paulmann besuchte nach dem Volksschulabschluss von 1912 bis 1916 ein Lehrerseminar. Von 1916 bis 1918 war er Soldat im Ersten Weltkrieg. 1919 legte er die erste Lehrerprüfung ab und unterrichtete von 1920 bis 1933 als Volksschullehrer in Bremen. Er war Vorstandsmitglied des Bremer Lehrervereins. Paulmann trat 1922 der SPD bei und war von 1930 bis 1933 Mitglied der Bremer Bürgerschaft.
Während der Zeit des Nationalsozialismus war er zeitweise in Haft. Bereits vor Erlass des Berufsbeamtengesetzes war er am 16. März 1933 unrechtmäßig aus dem Schuldienst entlassen worden. 1934 gründete er zusammen mit August Beermann die Kohlenhandlung Beermann & Paulmann in Oslebshausen, die noch heute existiert. 1939 heiratete er Hedwig Winter.
Nach dem Zweiten Weltkrieg war Paulmann von 1945 bis Mai 1951 Senator für Schule und Erziehung (Regierung Kaisen I, II und III). Er trat wegen ungeklärter Vorwürfe zu der Schulspeisung zurück. Ihm folgte Willy Dehnkamp (SPD) als Senator. Außerdem war er Mitglied des Kulturausschusses des Länderates der amerikanischen Besatzungszone und des Zonen-Erziehungsausschusses der britischen Zone.
Von 1951 bis 1962 war Paulmann Landesvorsitzender der SPD Bremen. Von 1955 bis 1967 gehörte er erneut der Bremer Bürgerschaft an. Daneben war er zwischen 1953 und 1964 Vorsitzender des Kuratoriums unteilbares Deutschland, sowie von 1953 bis 1956 Mitglied des Deutschen Ausschusses für das Erziehungs- und Bildungswesen und Vorsitzender des Verwaltungsrates von Radio Bremen.

## Ehrungen
Nach ihm wurde die Senator-Paulmann-Straße in Woltmershausen benannt.

## Veröffentlichungen
- Die Schulreform. Vorschläge der bremischen Schulverwaltung, hrsg. vom Senator für Schulen und Erziehung in Bremen, Dorn, Bremen 1948 (Broschüre)
- Die Sozialdemokratie in Bremen 1864–1964. Schalfeldt, Bremen 1964